# Nandar
Nandar (nom de naixement: Nandu Gawali) és una podcaster, traductora, directora de teatre i activista feminista de Birmània. Fundadora de l'associació Purple Feminists Group i creadora dels podcasts G-Taw Zagar Wyne (en birmà) i Feminist Talks (en anglès). El 2020 la BBC la va incloure a la seva llista de les 100 Dones més inspiradores i influents de l'any.

## Biografia
Nascuda el 1995 a Mansam, un poble situat a l'àrea urbana de Namtu, a l'Estat Shan, el seu pare va morir d'un atac epilèptic quan ella era adolescent. La seva mare, que va presenciar l'atac, es va negar a socórrer-lo perquè, trobant-se en període de menstruació, temia agreujar els símptomes del seu marit si el tocava. Aquest fet va marcar l'adolescència de Nandar i li va obrir els ulls sobre la necessitat d'educar sense tabús la societat birmana, força conservadora i tradicional, en qüestions de sexe i gènere.
Aquesta convicció la va dur a traduir l'assaig We Should All Be Feminists (Tothom hauria de ser feminista) de Chimamanda Ngozi Adichie al birmà. Nandar considera aquesta traducció, duta a terme el 2017, com el seu primer acte d'activisme feminista. Posteriorment, també va traduir el manifest epistolar de la mateixa autora Dear Ijeawele or A Feminist Manifesto in Fifteen Suggestions (Estimada Ijeawele: manifest feminista en quinze consells). El 2018 va traduir i dirigir Els monòlegs de la vagina, la coneguda obra d'Eve Ensler; la seva producció ha estat en cartell tres anys consecutius.
La seva formació acadèmica es va desenvolupar principalment a Yangon, però va obtenir beques per completar els seus estudis fora del país, bàsicament a Tailàndia i a Bangladesh. Després de treballar a la Rainfall Feminist Organization de Yangon, Nandar va fundar l'organització feminista Purple Feminists Group per promoure la salut sexual i reproductiva entre els joves i adolescents del país, difondre la consciència social sobre els drets humans, alertar sobre la violència de gènere i desafiar els tabús de la societat birmana. El 2020, l'organització va llançar una campanya titulada "La menstruació no és una vergonya" per conscienciar sobre la naturalitat d'aquest fenomen fisiològic de les dones.
Després del Cop d'estat a Myanmar de 2021, Nandar s'ha involucrat en les protestes en contra al·legant que "la dictadura és comparable al patriarcat, i la democràcia al feminisme."

## Podcasts
L'agost del 2019, amb el suport de la Purple Feminists Group, Nandar va llançar el seu primer podcast: G-Taw Zagar Wyne, per donar veu a les dones birmanes i a les seves preocupacions. Aquest podcast, el títol del qual vindria a ser quelcom semblant a "dona tafanera o indiscreta", un insult en birmà per referir-se a aquelles dones grans que parlen quan no toca o que volen saber-ho tot, tracta temes com la menstruació, l'avortament o el consentiment, de forma didàctica i informativa, a través de converses amb dones anònimes i amb la col·laboració d'alguns experts sobre la matèria.
El 3 de juliol del 2020, coincidint amb el Dia de la Dona Birmana, Nandar va llançar el seu segon podcast, Feminist Talks, amb l'objectiu d'ampliar el debat feminista i d'arribar a una audiència molt més àmplia, més enllà de les fronteres del seu país; per això, aquest segon podcast, a diferència del primer, és íntegrament en anglès.
Malgrat que el podcàsting no és gaire popular a Birmània, Nandar considera que és un format idoni per la seva accessibilitat, especialment en un país amb un índex d'abandó escolar força elevat. Com ella mateixa reconeix: "el nostre principal objectiu és arribar a les bases de la nostra comunitat i la majoria no sap llegir". Nandar va aprendre a realitzar podcast de forma autodidacta veient vídeos de YouTube; malgrat l'èxit dels seus programes, alguns dels seus episodis han rebut crítiques pel seu contingut i han propiciat episodis d'intimidació i amenaces envers la jove activista. Tanmateix, Nandar assegura que: "si el que faig ajuda a la majoria i només enfada a una minoria, llavors seguiré fent aquesta tasca".